# Pictet (cratère)
Pour les articles homonymes, voir Pictet.

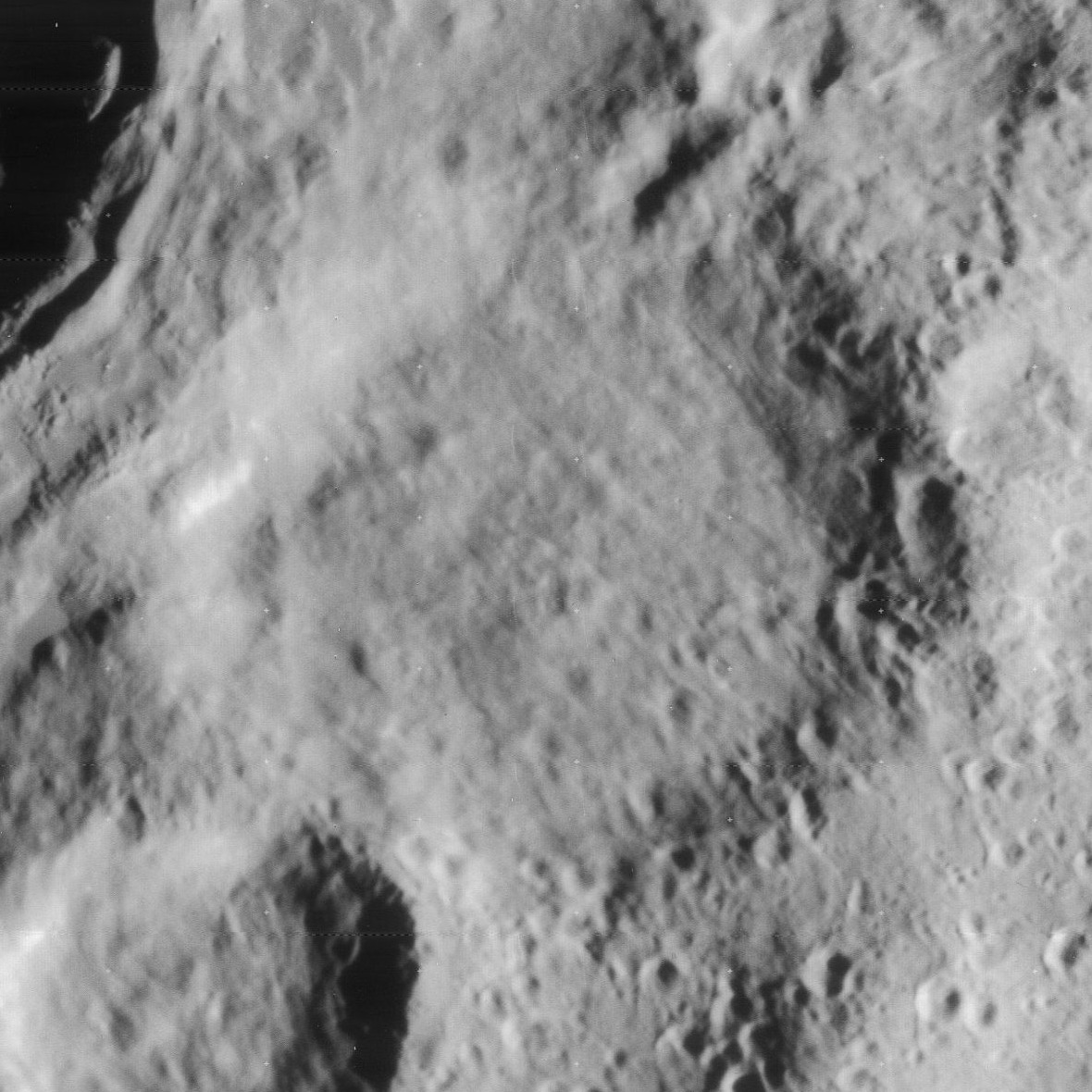
Pictet (cratère)

Pictet est un cratère d'impact lunaire localisé à l'Est du cratère plus important Tycho. Le fort albédo de la structure rayonnée de Tycho s'étend au-delà de Pictet. Pictet est plus ancien que Tycho et est quelque peu usé par les impacts passés. Le cratère légèrement plus petit Pictet A empiète légèrement sur le Sud-Ouest du bord. Le cratère plus grand Pictet E est presque joint au bord Nord. Le cratère Saussure se trouve à l'Est et le cratère Orontius au Nord-Ouest de Pictet.

## Cratères satellites
| Pictet | Latitude | Longitude | Diamètre |
| ------ | -------- | --------- | -------- |
| A      | 45.0° S  | 7.9° W    | 34 km    |
| C      | 42.7° S  | 7.7° W    | 7 km     |
| D      | 46.0° S  | 9.0° W    | 21 km    |
| E      | 41.3° S  | 7.7° W    | 70 km    |
| F      | 42.8° S  | 6.3° W    | 11 km    |
| N      | 41.5° S  | 8.1° W    | 7 km     |